# Johann Baptist von Anzer

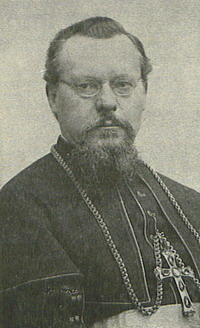
Bischof Johann Baptist Anzer

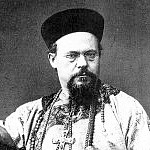
Johann Baptist von Anzer in chinesischer Kleidung

Johann Baptist (von) Anzer SVD (* 16. Mai 1851 in Weinrieth, Oberpfalz; † 24. November 1903 in Rom) war Ordensgeistlicher der Steyler Missionare und Bischof der deutschen Chinamission in der Provinz Shandong.

## Leben
Johann Baptist Anzer wurde als Sohn eines Bauern und Metzgers geboren. Er besuchte das Regensburger Lyzeum und Priesterseminar, wo er vier Semester Theologie studierte. In Anzer reifte immer mehr der Gedanke, kein Diözesanpriester, sondern Missionar zu werden. Nachdem er bei der Lektüre des von Arnold Janssen herausgegebenen Kleinen Herz-Jesu-Boten von dessen Absicht erfahren hatte, ein deutsches Missionshaus zu gründen, nahm er mit Arnold Janssen Kontakt auf, was schließlich 1875 zum Eintritt in das erste deutsche katholische Missionshaus in Steyl/Holland, aus dem sich in den folgenden Jahren der Missionsorden der Gesellschaft des Göttlichen Wortes (Societas Verbi Divini/SVD) entwickeln sollte, führte. Dort empfing er 1876 die Priesterweihe und wurde 1879 von Arnold Janssen zusammen mit dem Südtiroler Priester Josef Freinademetz zur Mission nach China ausgesandt. 1882 avancierte der Oberpfälzer zum Leiter seines Missionsgebietes in Süd-Shantung.
Am 22. Dezember 1885 wurde Anzer von Papst Leo XIII. zum Apostolischen Vikar von Scian-Ton Meridionale bestellt, mit Datum vom 4. Januar 1886 erfolgte die Ernennung zum Titularbischof von Thelepte; die Konsekration erhielt er am 24. Januar 1886, von Kardinal Philipp Krementz.
Anfangs kümmerte sich Anzer selber um die Ausbildung des chinesischen Klerus in der Apostolischen Präfektur Süd-Shantung. Nach seiner Bischofsweihe übertrug er diese Aufgabe P. Johann Laxhuber (1858–1891). Nach Laxhubers frühem Ableben Ende 1891 ernannte Bischof Anzer seinen Mitarbeiter Eberhard Limbrock zum Leiter des Priesterseminars, das dieser bis zu seiner Abberufung als Apostolischer Präfekt nach Deutsch-Neuguinea ausübte. 1896 beauftragte Anzer seinen Pro-Vikar Josef Freinademetz mit der Leitung des Priesterseminars. 1897 ernannte Anzer den 1889 nach China gekommenen Peter Röser SVD (1862–1944) zum Professor und Rektor des Priesterseminars in Yenchowfu (Yanzhou).
Anzer löste 1890 auf Initiative des deutschen Gesandten in Peking, Max von Brandt, seine Mission vom Protektorat Frankreichs, das im 19. Jahrhundert den Schutz über alle Chinamissionare ausübte, unabhängig von ihrer Nationalität, und unterstellte sie dem Protektorat des Deutschen Reichs. Die deutsche Besetzung der Kiautschou-Bucht im Jahr 1897 nach der Ermordung zweier Steyler Missionare (Richard Henle und Franz Xaver Nies) – der sogenannte Juye-Vorfall – sowie die Vorgänge im Zusammenhang mit dem Boxeraufstand nach der Ermordung des deutschen Gesandten in Peking, Klemens Freiherr von Ketteler, ließen Anzer zum Objekt heftigster Polemik im Deutschen Reichstag werden. Seinen Einfluss auf die Maßnahmen des Deutschen Reiches schilderte er später folgendermaßen: „[W]eil meine Mission in China unter dem Schutze des Deutschen Reiches steht, rief ich den Schutz Sr. Majestät des deutschen Kaisers an, und zum Schutze meiner Mission hat Kaiser Wilhelm den Hafen von Kiüo-Tschau besetzt und solche Maßregeln getroffen, die geeignet sind, künftig Leben und Eigenthum der deutschen Missionäre zu schützen.“
Im Jahr 1897 wurde Anzer von Prinzregent Luitpold von Bayern in den Adelsstand erhoben.

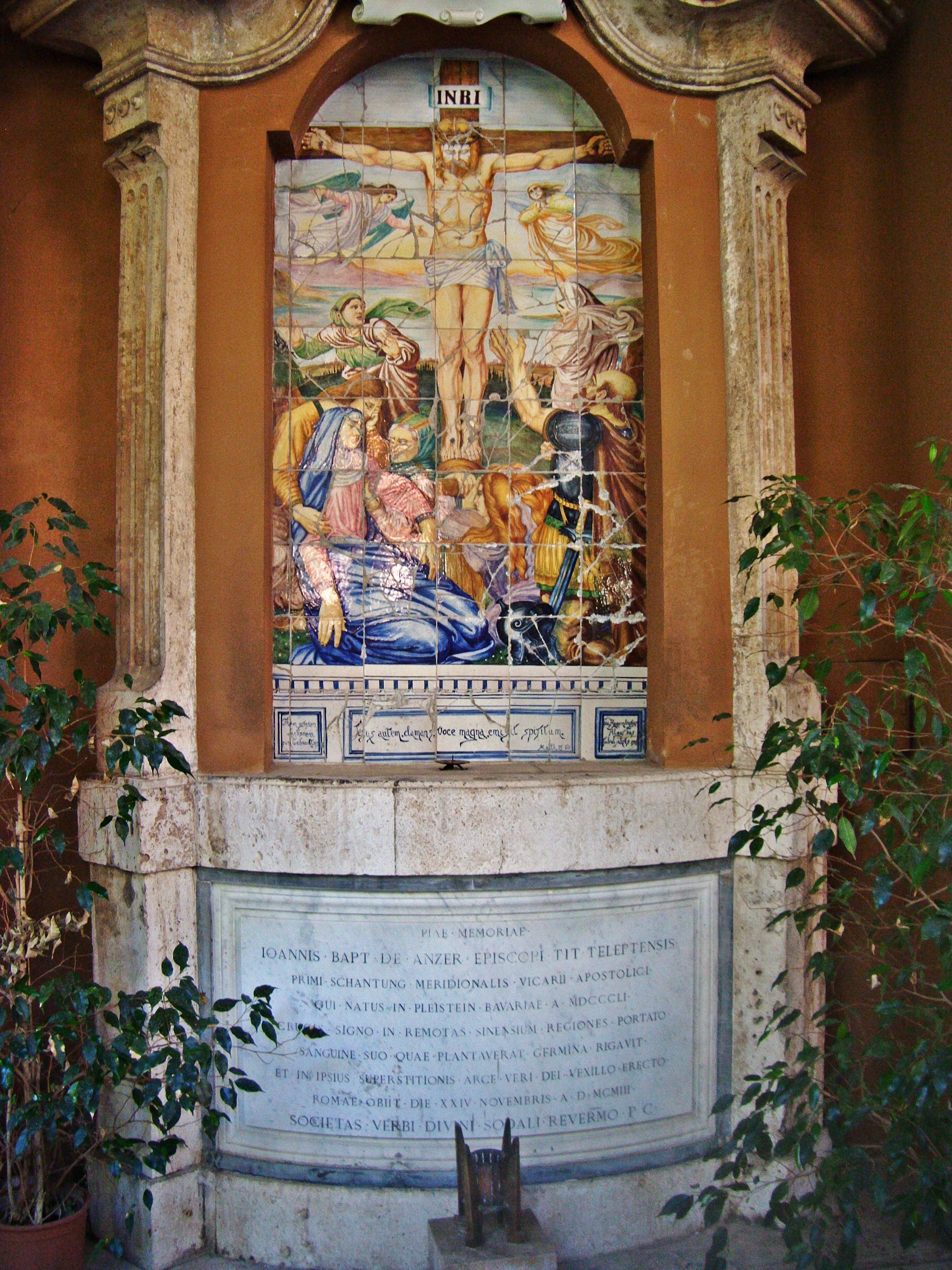
Grab, Campo Santo Teutonico, Rom

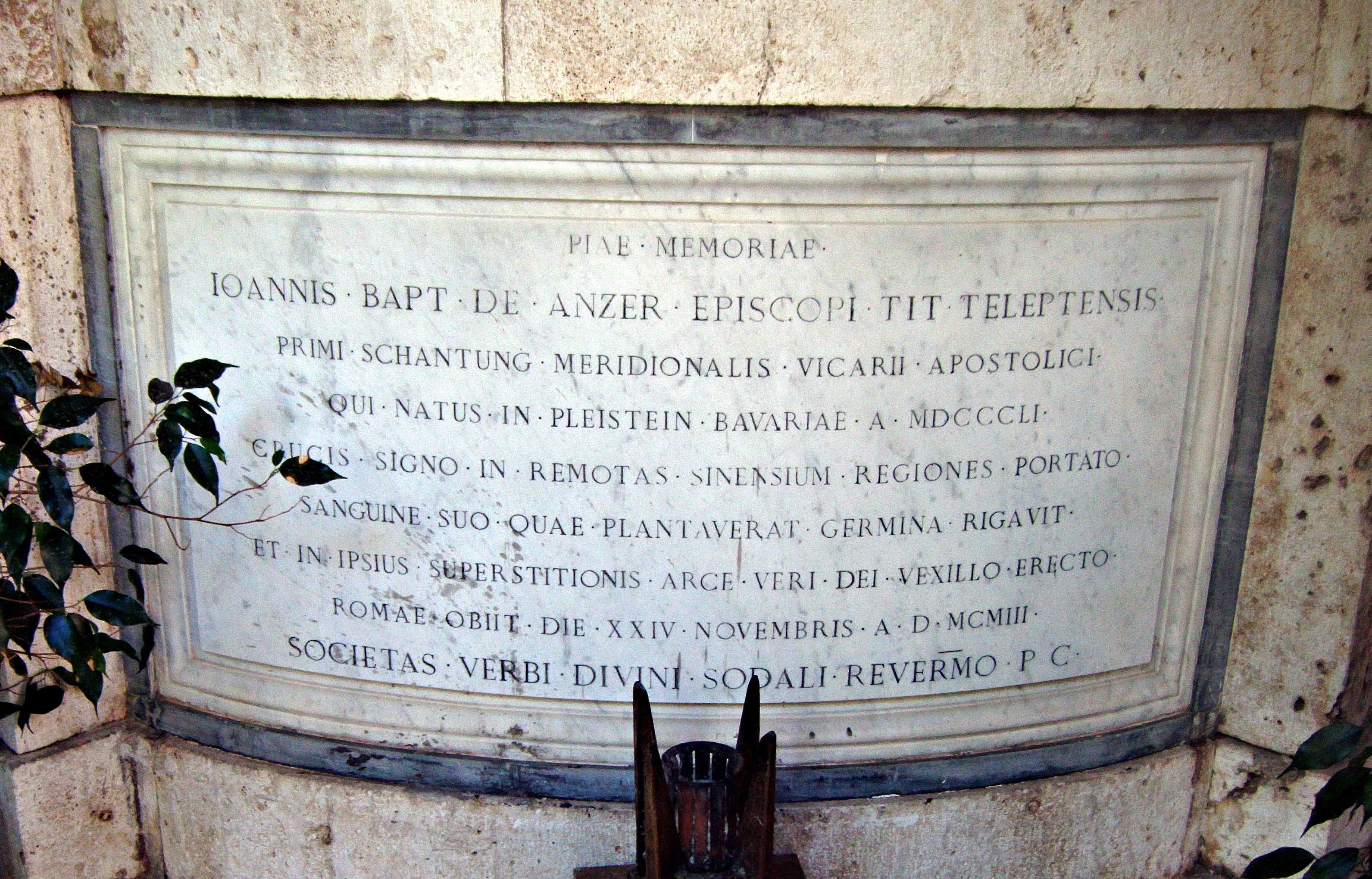
Grabinschrift

Bischof Anzer verstarb während eines Aufenthaltes im Collegio Teutonico di Santa Maria dell’Anima in Rom überraschend an einem Schlaganfall. Er wurde auf dem Deutschen Friedhof Campo Santo Teutonico neben dem Petersdom beigesetzt. Sein Herz sollte zuerst nach China in seine Diözese gebracht werden. Da solch ein Brauch in China aber nach Meinung von Josef Freinademetz zu falschen Schlussfolgerungen bei den Chinesen geführt hätte, nahm man davon wieder Abstand und überführte das Herz des verstorbenen Bischofs Anzer auf den Friedhof beim Missionshaus St. Gabriel bei Wien. Am 7. August 1904 trat Augustin Henninghaus SVD, der seit 1886 im Vikariat Süd-Shantung wirkte, die Nachfolge Anzers als Apostolischer Vikar an.

## Werke
- Ein Heiligtum des Hl. Geistes am Kaiserkanale in China. von J. B. Anzer (Zining, am 23. März 1896). In Kleiner Herz-Jesu-Bote, 23. Jg., Nr. 12, Steyl, September 1896, Beilage Nr. 27, September 1896, S. 107–108.
- Jahresbericht an die Wohlthäter der Mission in Südschantung. Vom hochwürdigsten Herrn Bischof J. B. Anzer, in: Kleiner Herz-Jesu-Bote 23. Jg., Nr. 5 (Steyl Febr. 1896) 35–39; Nr. 6 (März 1897) 44–47.
- Jahresbericht an die Wohlthäter der Mission in Südschantung. Vom hochw. Herrn Bischof J. B. Anzer, in: Kleiner Herz-Jesu-Bote 24. Jg., Nr. 5 (Steyl Febr. 1897) 37–39. Beilage zum Kleinen Herz-Jesu-Boten, Nr. 5, 1897, 17–18.
- Neujahrsgruss an die Wohlthäter der Mission in Südschantung. Vom hochw. H. Bischof J. B. Anzer, in: Kleiner Herz-Jesu-Bote, 25. Jg. Nr. 2. (Nov. 1897). Beilage Nr. 3 (1898) 9–10.